# Чубурски парк
Чубурски парк јавни је градски парк у Београду, стациониран у општини Врачар.

## Локација и карактеристике парка
Стациниран је у општини Врачар, у непосредној близини Занатског центра Врачар, а оивичен је улицама Максима Горког, Орловића Павла, Цара Николаја II и Чубурском улицом. Површине је 7 хектара, а њиме управља ЈКП „Зеленило Београд“.
У оквиру парка налазе се три дечја игралишта, сезонски забавни парк, парк за псе, скејт парк, кошаркашки терен и један ресторан.
У мају 2009. године откривен је споменик Петру Кочићу, идејно решење за израду споменика финансирало је Завичајно друштво Змијање, док је ливење споменика платио град Београд. Споменик је рад академоског вајара Драгољуба Димитријевића, фигура је израђена од ливене бронзе, а са постољем је висока 3,2 метра. Налази се у делу парка између улица Цара Николаја II, Максима Горког, Чубурске и Шуматовачке улице, у непосредној близини места где је Петар Кочић живео током боравка у Београду. У наставку парка налази се пешачка стаза.
У парку је децембра 2015. године откривен споменик Београдски читач, који је дело уметника Андреја Васиљевића и представља победнички рад на конкурсу радова студената Факултета примењених уметности у Београду. Споменик представља девојку која седи на љуљашци док чита књигу, друштво јој праве птице, а настао је по узору на сличне споменике који красе метрополе широм света. Пројекат Први регионални књижевни маратон под називом Београдски читач — 24 сата поезије и прозе, од 2016. године одржава се у Чубурском парку.
Од 2015. године у парку се традиционално одржава кошаркашки турнир Трофеј Врачара — За Врачар без баријера, а поред спортског, турнир има и хуманитарни карактер.

## Историјат
Парк је настао средином шездесетих година 20. века као покушај урбанизације и боље организације Врачара До почетка 20. века дуж данашње Чубурске улице, на простору парка налазио се Чубурски поток, који је скренут у кишне колекторе.
Све до почетка шездесетих година на простору парка налазио се блок кућа и руина, тада типичних за београдску варош. На простору средишњег дела парка налазило се ромско насеље са неколико стотина становника, док су се по ободима парцеле данашњег парка налазиле трошне породичне куће. На североисточном ћошку, односну углу улице Цара Николаја II (некада улица 14. децембра) и Максима Горког (пре рата Престолонаследника Петра) била је стационирана кафана Кикевац. На југозападном делу налазила се кафана Чубура.
Велика реконструкција парка почела је у новембру 2007. године која је укључивала замену комплетног хумусног слоја, сечу болесних стабала и садњу нових. Током реконструкције извршено је постављање канализационог система испод парка, како би се спречило изливање канализације. Реконструкција је завршена у априлу 2008. године.
У априлу 2016. године извршено је уређење мобилијара у парку, кошаркашког терена и дечјих реквизита.